# Architis spinipes
Espèce
Synonymes
- Ocyale spinipes Taczanowski, 1874
- Staberius aculeatus Simon, 1898
- Mimicosa spinosa Petrunkevitch, 1925
- Staberius lemoulti Caporiacco, 1954
- Thaumasia benoisti Caporiacco, 1954

Architis spinipes est une espèce d'araignées aranéomorphes de la famille des Pisauridae.

## Distribution
Cette espèce se rencontre  au Panama, en Colombie, au Venezuela, à la Trinité, en Guyane, au Brésil, en Équateur, au Pérou, en Bolivie, au Paraguay et en Argentine dans la province de Misiones,.

## Description
La carapace du mâle décrit par Carico en 1981 mesure 2,4 mm de long sur 2,1 mm.

## Publication originale
- Taczanowski, 1874 : Les aranéides de la Guyane française. Horae Societatis entomologicae Rossicae, vol. 10, p. 56-115 (texte intégral).